# Escala de inteligencia Stanford-Binet
La Escala de Inteligencia Stanford-Binet es una prueba de inteligencia administrada individualmente que fue revisada a partir de la escala original de Binet-Simon por Lewis M. Terman, un psicólogo de la Universidad de Stanford. La Escala de Inteligencia Stanford-Binet está en su quinta edición y es una prueba que mide la capacidad cognitiva y de inteligencia, se utiliza para diagnosticar deficiencias en el desarrollo intelectual de los niños pequeños. La prueba mide cinco factores ponderados y consta de dos subpruebas verbales y no verbales. Los cinco factores que se ponen a prueba son el conocimiento, razonamiento cuantitativo, procesamiento visual-espacial, memoria de trabajo y razonamiento fluido.
El desarrollo de la Escala de Inteligencia de Stanford-Binet se inició en el moderno campo de las pruebas de inteligencia y fue uno de los primeros ejemplos de una prueba de adaptación. La prueba se originó en Francia, y luego fue revisada en Estados Unidos. Fue creada inicialmente por el psicólogo francés Alfred Binet, que --- tras la introducción de una ley que obligaba tener una educación universal por el gobierno francés --- se comprometió a desarrollar un método de identificación para niños y así lograr su colocación en los programas de educación especial (en lugar de tenerlos en asilos como "enfermos"). Como Binet indicó, los estudios de casos podrían ser más detallados y útiles, pero el tiempo necesario para poner a prueba muchas personas sería excesivo. En 1916, en la Universidad de Stanford, el psicólogo Lewis Terman publicó un examen que se conoció como la "prueba de Stanford-Binet". 

## Desarrollo
La Escala de Inteligencia Stanford-Binet es una versión modificada de la Escala de Inteligencia Binet-Simon. La escala de Binet-Simon fue creada por el psicólogo francés Alfred Binet y su estudiante Theodore Simon (Fancher y Rutherford, 2012). Debido a los cambios en las leyes de educación de la época, Binet había sido solicitado por una comisión del gobierno para llegar a una forma de detectar niños con inteligencia muy por debajo de la media y retraso mental (Fancher y Rutherford, 2012).
Para crear su prueba, Binet y Simon realizaron por primera vez una línea base de la inteligencia (Fancher y Rutherford, 2012). Gran cantidad de niños se pusieron a prueba en una amplia gama de medidas en un esfuerzo por descubrir un claro indicador de la inteligencia (Fancher y Rutherford, 2012). Al no encontrar un solo identificador de la inteligencia, los niños fueron comparados en cada categoría por edad (Fancher y Rutherford, 2012). Los más altos niveles de rendimiento de los niños fueron ordenados por edad y niveles comunes de logros considerando el nivel normal para esa edad (Fancher y Rutherford, 2012). Debido a que este método de ensayo se limita a comparar la capacidad de una persona para el nivel de la capacidad común de los de su edad, las prácticas generales de la prueba se pueden transferir fácilmente para ser probadas en diferentes poblaciones, aunque las medidas utilizadas son cambiadas (Fancher y Rutherford, 2012).

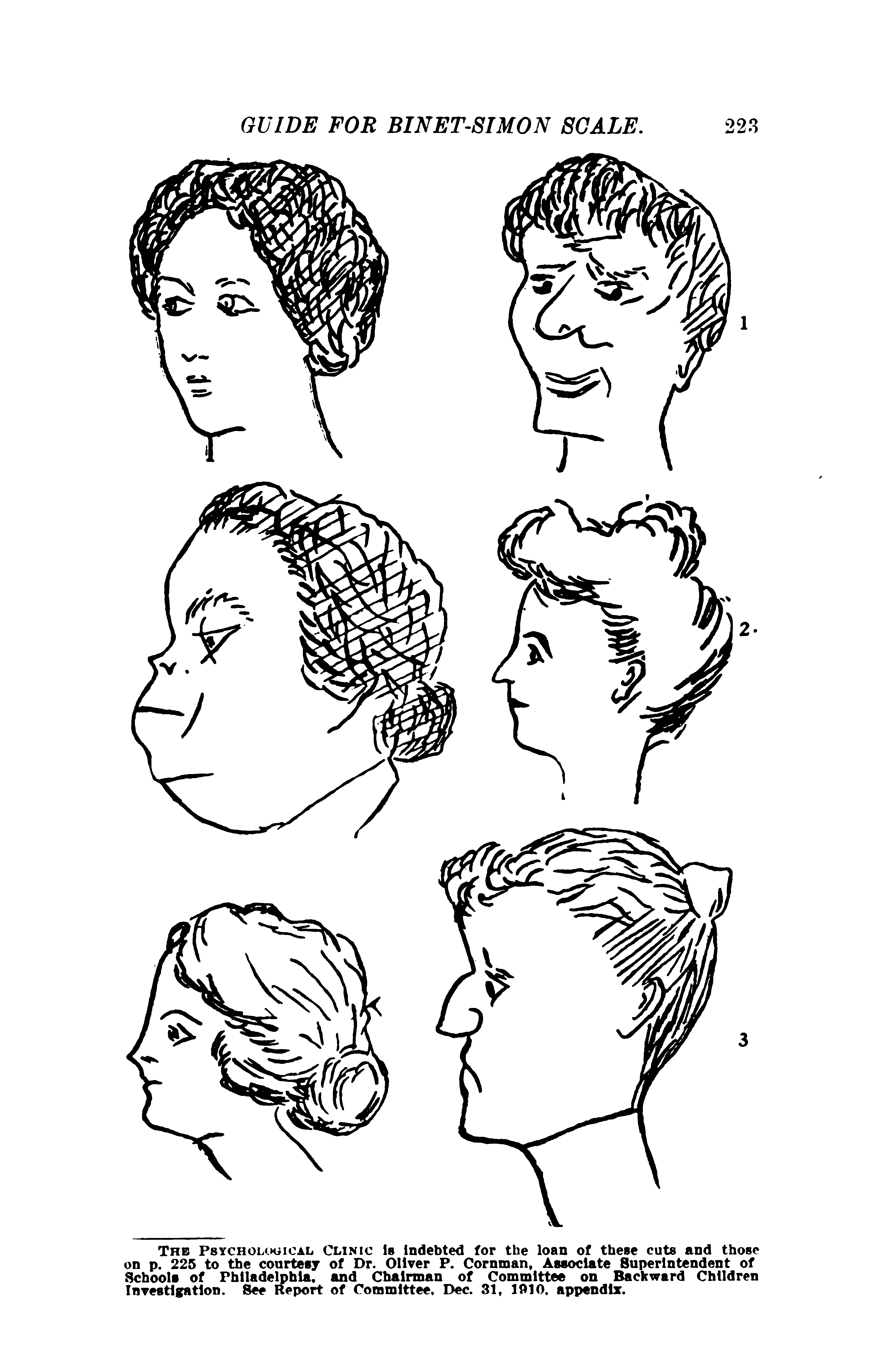
Reproducción de un elemento de la Escala de Inteligencia Binet-Simon de 1908, que muestra tres pares de imágenes, se le pidió al niño que respondiera "¿Cuál de estas dos caras es la más bonita?" Reproducido del artículo "Una guía práctica para la administración de Escala Binet-Simon para medir la inteligencia" por JW Wallace Wallin en la edición de marzo de 1911 de la revista La Clínica Psicológica (volumen 5 número 1), de dominio público.

Una de las primeras pruebas exitosas de inteligencia fue la prueba de Binet-Simon que ganó rápidamente el apoyo de la comunidad psicológica, de las cuales se extendió aún más al público (Fancher y Rutherford, 2012). Lewis M. Terman, psicólogo de la Universidad de Stanford, fue uno de los primeros en crear una versión de la prueba para las personas de los Estados Unidos, nombrando a la nueva versión como la Escala de Inteligencia de Stanford-Binet (Fancher y Rutherford, 2012) (Becker, 2003). Terman utilizó la prueba no sólo para ayudar a identificar a los niños con dificultades de aprendizaje sino también para encontrar a los niños y adultos que tenían inteligencia por encima de la media (Fancher y Rutherford, 2012). En la creación de su versión, Terman también probó métodos adicionales, publicando su primera versión oficial como La Medida de la Inteligencia: Una explicación y una guía completa para el Uso de la Revisión de Stanford y Ampliación de la Escala de Inteligencia de Binet-Simon(Becker, 2003).
Las pruebas originales de 1905 incluían:
1. "Le Regard"
2. Prehensión provocada por un estímulo táctil
3. Prehensión provocada por una percepción visual
4. Reconocimiento de alimentos
5. Búsqueda de alimentos con una dificultad mecánica leve
6. Ejecución de comandos simples e imitación de gestos simples
7. Conocimiento verbal de objetos
8. Conocimiento verbal de imágenes
9. Nombramiento de objetos designados
10. Comparación inmediata de dos líneas de longitud desigual
11. Repetición de tres figuras
12. Comparación de dos cantidades
13. Sugestibilidad
14. Definición verbal de objetos conocidos
15. Repetición de enunciados de quince palabras
16. Comparación de objetos conocidos en la memoria
17. Ejercicio de memorizar imágenes
18. Dibujar un diseño de memoria
19. Repetición inmediata de las figuras
20. Semejanzas de varios objetos conocidos
21. Comparación de longitudes
22. Colocar cinco figuras en orden
23. Brechas en medidas
24. Ejercicio sobre rimas
25. Brechas verbales para ser llenadas
26. Síntesis de tres palabras en una frase
27. Responder a una pregunta abstracta
28. Inversión de las agujas de un reloj
29. Cortar papel
30. Definiciones de términos abstractos

### Uso histórico
Un obstáculo para la comprensión generalizada de la prueba es el uso de una variedad de diferentes medidas. En un esfuerzo por simplificar la información obtenida en la prueba de Binet-Simon en una más comprensible y fácil de entender, el psicólogo alemán William Stern creó el término conocido como Cociente Intelectual (IQ) (Fancher y Rutherford, 2012). Al comparar la edad de un niño con calificaciones a su edad biológica, se crea una relación de mostrar el ritmo de su progreso mental como IQ (Fancher y Rutherford, 2012). Terman rápidamente captó la idea haciendo el ajuste de la multiplicación de las relaciones por 100 para que sean más fáciles de leer (Fancher y Rutherford, 2012).
Terman fue también una de las principales fuerzas en la difusión de las pruebas de inteligencia en los Estados Unidos (Fancher y Rutherford, 2012) (Becker, 2003) (Leslie, 2000). Terman rápidamente promovió el uso de la Escala Stanford-Binet para las escuelas de todo Estados Unidos, donde vio una tasa elevada de aceptación (Leslie, 2000). El trabajo de Terman también tenía la atención del gobierno de Estados Unidos, quien lo reclutó para aplicar las ideas de su prueba de Stanford-Binet para el reclutamiento militar cerca del inicio de la Primera Guerra Mundial (Leslie, 2000) (Fancher y Rutherford 2012). Con más de 1,7 millones de reclutas militares y la aceptación de la prueba por parte del gobierno, el Stanford-Binet registró un aumento en el conocimiento y la aceptación (Leslie, 2000).
Dada la importancia percibida por la inteligencia y con nuevas formas de medirla, muchos individuos influyentes, incluyendo Terman, comenzaron a promover ideas controversiales para aumentar la inteligencia general de la nación (Leslie, 2000). Estas ideas incluían cosas tales como desalentar a las personas con bajo cociente intelectual de tener hijos y la concesión de importantes cargos sobre la base de las puntuaciones de IQ (Leslie, 2000). Si bien hubo una fuerte oposición, muchas instituciones procedieron a ajustar la educación de los estudiantes en función de sus puntuaciones de IQ, a menudo con una fuerte influencia en las futuras posibilidades de sus carreras (Leslie, 2000).

## Revisiones de la Escala de Inteligencia Stanford-Binet
Desde la primera publicación en 1916, se han realizado cuatro ediciones más de la Escala de Inteligencia Stanford-Binet. Como se mencionó anteriormente, Lewis Terman produjo la primera edición. Después de veinte años, Maud Merrill fue aceptado en el programa de educación de Stanford poco antes de que Terman se convirtiera en el jefe del departamento de psicología. Completó sus dos maestrías y doctorado provocando que rápidamente se convirtiera en un colega suyo, comenzando la revisión de la segunda edición juntos. Había 3.200 examinandos, una edad y una media de dieciocho años, siendo de diferentes regiones geográficas, hasta teniendo diferentes niveles socioeconómicos (Roid y Barram, 2004). Esta edición incluía métodos de puntuación más objetivos pero con menos énfasis en la recuperación de memoria y una mayor gama de habilidades no verbales (Roid y Barram, 2004) en comparación con la edición de 1916.
Merrill y Terman siguieron trabajando juntos hasta su muerte en 1956. Las revisiones para la tercera edición ya estaban en camino, sin embargo Merrill fue capaz de publicar la revisión final en 1960 (Roid y Barram, 2004). El uso de la desviación de IQ hizo su primera aparición en esta tercera edición, sustituyendo la relación IQ. Si bien se han añadido nuevas características, no había elementos de nueva creación incluidos en esta revisión. En cambio, cualquier artículo de 1937 que no mostrara ningún cambio sustancial entre 1930 a 1950 se eliminaría o sería ajustado (Roid y Barram, 2004).
Robert Thorndike fue invitado a asumir el control después de la jubilación de Merrill. Con la ayuda de Elizabeth Hagen y Jerome Sattler, Thorndike produjo la cuarta edición de la Escala de Inteligencia Stanford-Binet en 1986. Esta edición cubre las edades de dos hasta  veintitrés años y tiene algunos cambios considerables en comparación con sus predecesores (Graham & Naglieri, 2003 ). Esta edición fue la primera en utilizar las quince subpruebas con escalas puntuales en lugar de utilizar el formato anterior (escala de edad). En un intento de ampliar la capacidad cognitiva, las subpruebas se agruparon y dieron lugar a cuatro calificaciones del área, lo que mejoró la flexibilidad para la administración e interpretación (Youngstrom, Glutting, y Watkins, 2003). La cuarta edición se conoce para evaluar a los niños que pueden entrar a programas dotados. Esta edición incluye una amplia gama de habilidades que proporciona los elementos más difíciles para las personas en sus primeros años de adolescencia, mientras que otras pruebas de inteligencia de la época no aportaron elementos suficientes para los niños mayores (Laurent, Swerdlik, y Ryburn, 1992).
Gale Roid publicó la edición más reciente de la Escala de Inteligencia Stanford-Binet. Roid asistió a la Universidad de Harvard, donde fue asistente de investigación de David McClelland. McClelland es bien conocido por sus estudios sobre la necesidad de logro. Mientras que la quinta edición incorpora algunas de las tradiciones clásicas de estas escalas, hubo varios cambios significativos.

### Cronología
- Abril 1905: Desarrollo de la Prueba Binet-Simon Prueba anunciada en una conferencia en Roma
- Junio 1905: Se introdujo la Prueba de Inteligencia Binet-Simon
- 1908 and 1911: Nuevas versiones de la prueba de Inteligencia Binet-Simon
- 1916: Primera edición de Stanford–Binet por Terman
- 1937: Segunda edición por Terman and Merrill
- 1973: Tercera edición por Merrill.
- 1986: Cuarta edición por Thorndike, Hagen, y Sattler
- 2003: Quinta edición por Roid

## Escala de Inteligencia Stanford-Binet: Quinta edición
Del mismo modo que se utilizó cuando Binet desarrolló por primera vez la prueba de IQ, la Escala de Inteligencia Stanford-Binet: Quinta edición (SB5) todavía tiene sus raíces en el proceso de escolarización para evaluar la inteligencia. Evalúa continua y eficientemente todos los niveles de habilidad en los individuos con una gama más amplia de edad. También es capaz de medir múltiples dimensiones de habilidades (Roid, 2003).
El SB5 se puede aplicar a niños de dos años de edad. Hay diez subgrupos incluidos en esta revisión que incluye ambos dominios verbales y no verbales. Cinco factores también se incorporan en esta escala, que están directamente relacionados con Cattell-Horn-Carroll (CHC) modelo jerárquico de las capacidades cognitivas. Estos factores incluyen el razonamiento fluido, conocimiento, razonamiento cuantitativo, procesamiento visual-espacial y la memoria de trabajo (Bain & Allin, 2005). Muchos de las fotos familiares, vocabulario, memoria de frases y recuerdos verbales aún quedan en las ediciones anteriores (Janzen, Obrzut, y Marusiak, 2003).
Por cada subprueba verbal que se utiliza hay una contraparte no verbal a través de todos los factores. Estas tareas no verbales consisten en realizar respuestas de movimiento, tales como señalar o ensamblar (Bain & Allin, 2005). Estos homólogos se han incluido con el fin de abordar las evaluaciones de lenguaje reducido en las sociedades multiculturales. Dependiendo de la edad y la capacidad, la administración puede oscilar entre quince y setenta y cinco minutos.
La quinta edición incorpora un nuevo sistema de puntuación, que puede proporcionar una amplia gama de información como cuatro compuestos de inteligencia, cinco índices de factores, y diez puntajes de subprueba. Información adicional de puntuación incluye rangos porcentuales, equivalentes de edad, y una puntuación de cambio (Janzen, Obrzut, y Marusiak, 2003). Las puntuaciones compuestas están disponibles con la SB5 para optimizar la evaluación de los programas dotados (Ruf, 2003). Con el fin de reducir los errores y aumentar la precisión del diagnóstico, los resultados se obtienen por vía electrónica a través del uso de las computadoras.
La muestra estándar para la SB5 incluyó 4.800 participantes que varían en edad, sexo, raza / etnia, región geográfica y nivel socioeconómico (Bain & Allin, 2005).

### Confiabilidad
Se han realizado varias pruebas de fiabilidad a la SB5 incluyendo errores estándar de medición, trazado de curvas de la prueba de la información, estabilidad de la prueba, y el acuerdo inter-anotador. En promedio, las puntuaciones de IQ para esta escala se han encontrado muy estables (Janzen, Obrzut, y Marusiak, 2003). La consistencia interna fue probada y se informó que puede ser considerable y comparable a otras baterías cognitivas (Bain & Allin, 2005). La correlación inter-anotador encontró que era 0.90 en promedio (Janzen, Obrzut, y Marusiak, 2003). También se ha encontrado que el SB5 tienen una gran precisión en los niveles de rendimiento avanzado, la prueba es especialmente útil en niños para conocer la superdotación que poseen (Bain & Allin, 2005). Sólo ha habido una pequeña cantidad de defectos en la práctica, sin embargo, estos han demostrado ser insignificantes. La readministración de la SB5 puede ocurrir en un intervalo de seis meses en lugar de un año debido a las pequeñas diferencias de medias en la confiabilidad (Bain & Allin, 2005).

### Validez
La validez de contenido se ha encontrado basada en los juicios profesionales sobre equidad de elementos y contenido, así como elementos sobre la evaluación de la superdotación (Bain & Allin, 2005). Con un examen de las tendencias de edad, la validez de constructo fue apoyada junto con la justificación empírica. El potencial para una variedad de comparaciones, especialmente a través de factores y dominios verbales / no verbales, se ha apreciado con las puntuaciones recibidas de la SB5 (Bain & Allin, 2005).

### Clasificación de puntuación
El editor de la prueba incluye clasificaciones de puntuación sugeridas en la prueba manual.
| Rango IQ ("desviación IQ") | Clasificación IQ               |
| -------------------------- | ------------------------------ |
| 145–160                    | Muy dotado o muy avanzado      |
| 130–144                    | Dotados o avanzados            |
| 120–129                    | Superior                       |
| 110–119                    | Promedio alto                  |
| 90–109                     | Promedio                       |
| 80–89                      | Promedio bajo                  |
| 70–79                      | Límite de alteración o retraso |
| 55–69                      | Daño leve o retraso            |
| 40–54                      | Alteración moderada o retraso  |

Las clasificaciones de las puntuaciones utilizadas en la quinta edición difieren de las utilizados en las versiones anteriores de la prueba.

## Uso actual
Desde el inicio hasta la fecha, la Escala Stanford-Binet se ha revisado varias veces. Actualmente, la prueba está en su quinta edición, que se llama   Escala de Inteligencia Stanford-Binet, Quinta Edición , o SB5. Según el sitio web de la editorial, "El SB5 fue probado en una muestra aleatoria estratificada de 4.800 individuos que coincide con el Censo de Estados Unidos 2000". Mediante la administración de la prueba de Stanford-Binet a un gran número de individuos seleccionados al azar en diferentes partes de los Estados Unidos, se encontraron que los resultados se aproximan a una distribución normal. Con el tiempo, la edición revisada de la Stanford-Binet ha ideado cambios sustanciales en la forma en que se presentan los exámenes. La prueba ha mejorado en la introducción de una forma más paralela y normas más demostrativas. Por un lado, un componente no verbal está incluido en las presentes pruebas mientras que en el pasado, sólo había un componente verbal. De hecho, ahora tiene un balance igual de contenido verbal y no verbal en las pruebas. También está más animado que el resto de las pruebas, la prestación de las mismas son más coloridas como las obras de arte, juguetes y objetos manipulables. Esto permite que la prueba tenga un rango más alto en la edad de los examinados. Esta prueba es supuestamente útil para evaluar las capacidades intelectuales de las personas que van desde los niños pequeños hasta llegar a los adultos jóvenes. Sin embargo, la prueba ha sido objeto de críticas por no ser capaz de comparar personas de diferentes categorías de edad, ya que cada categoría recibe un conjunto diferente de las pruebas. Además, los niños muy pequeños tienden a hacer mal la prueba debido al hecho de que carecen de concentración necesaria para terminar la prueba.
Los usos actuales para el examen es la evaluación clínica y neuropsicológica, colocación educativa, evaluaciones de compensación, evaluación de carrera, tratamiento neuropsicológico de adultos, medicina forense y la investigación en la aptitud. Varias sociedades de alto coeficiente intelectual también aceptan esta prueba para la admisión en sus filas; Por ejemplo, la Sociedad Triple Nine acepta una puntuación de clasificación mínimo de 151 para la Forma L o M, 149 para la Forma LM, 149 para SB-IV, y 146 para SB-V; en todos los casos el solicitante debe tener por lo menos 16 años de edad en la fecha de la prueba.

## Otras lecturas
- Becker, K.A (2003). «History of the Stanford–Binet Intelligence scales: Content and psychometrics.». Stanford–Binet Intelligence Scales, Fifth Edition Assessment Service Bulletin No. 1.
- Binet, Alfred; Simon, Th. (1916). The development of intelligence in children: The Binet–Simon Scale. Publications of the Training School at Vineland New Jersey Department of Research No. 11. E. S. Kite (Trans.). Baltimore: Williams & Wilkins. Consultado el 18 de julio de 2010.
- Brown, A. L.; French, L. A. (1979). «The Zone of Potential Development: Implications for Intelligence Testing in the Year 2000». Intelligence 3 (3): 255-273. doi:10.1016/0160-2896(79)90021-7.
- Fancher, Raymond E. (1985). The Intelligence Men: Makers of the IQ Controversy. New York (NY): W. W. Norton. ISBN 978-0-393-95525-5.
- Freides, D. (1972). «Review of Stanford–Binet Intelligence Scale, Third Revision».  En Oscar Buros, ed. Seventh Mental Measurements Yearbook. Highland Park (NJ): Gryphon Press. pp. 772–773.
- Gould, Stephen Jay (1981). The Mismeasure of Man. New York (NY): W. W. Norton. ISBN 978-0-393-31425-0. Resumen divulgativo (10 July 2010).
- McNemar, Quinn (1942). The revision of the Stanford–Binet Scale. Boston: Houghton Mifflin.
- Pinneau, Samuel R. (1961). Changes in Intelligence Quotient Infancy to Maturity: New Insights from the Berkeley Growth Study with Implications for the Stanford–Binet Scales and Applications to Professional Practice. Boston: Houghton Mifflin.
- Terman, Lewis Madison; Merrill, Maude A. (1937). Measuring intelligence: A guide to the administration of the new revised Stanford–Binet tests of intelligence. Riverside textbooks in education. Boston (MA): Houghton Mifflin.
- Terman, Lewis Madison; Merrill, Maude A. (1960). Stanford–Binet Intelligence Scale: Manual for the Third Revision Form L–M with Revised IQ Tables by Samuel R. Pinneau. Boston (MA): Houghton Mifflin.
- Richardson, Nancy (1992). «Stanford–Binet IV, of Course!: Time Marches On! (originally published as Which Stanford–Binet for the Brightest?)». Roeper Review 15 (1): 32-34. doi:10.1080/02783199209553453.
- Waddell, Deborah D. (1980). «The Stanford–Binet: An Evaluation of the Technical Data Available since the 1972 Restandardization». Journal of School Psychology 18 (3): 203-209. doi:10.1016/0022-4405(80)90060-6. Consultado el 29 de junio de 2010.

- Datos: Q1763297